# Theodore William Richards
Pour les articles homonymes, voir Richards.
Theodore William Richards (31 janvier 1868, Germantown, Pennsylvanie, États-Unis - 2 avril 1928, Cambridge, Massachusetts, États-Unis) est un chimiste américain. Il est lauréat du prix Nobel de chimie de 1914.

## Biographie
Theodore Richards est né à Germantown, en Pennsylvanie du peintre paysagiste William Trost Richards, et de la poétesse, Anna Richards (née Matlack). Durant son enfance, c'est sa mère qui s'occupe principalement de son éducation. Durant un séjour de la famille dans la station de Newport, dans le Rhode Island, il rencontre un professeur d'Harvard, Josiah Parsons Cooke, qui montre au jeune garçon les anneaux de Saturne à l'aide d'un petit télescope. Des années plus tard, Richards et Cooke travailleront ensemble dans le laboratoire de Cooke.
À partir de 1878, la famille passe deux années en Europe, en grande partie en Angleterre, où l'intérêt de Theodore pour les sciences s'accroît. À son retour aux États-Unis, il est reçu à Haverford College (Pennsylvanie) à 14 ans, et il y obtient son Bachelor of Science en 1885. Il est alors admis à Harvard où il reçoit un Bachelor of Arts en 1886, ce qui lui permet de poursuivre ses études dans cette université.
En 1888, il obtient son doctorat de chimie, après avoir travaillé sur la détermination de la masse atomique de l'oxygène (par rapport à celle de l'hydrogène comme référence) sous la direction de Josiah Parsons Cooke. Après un an de travaux post-doctoraux en Allemagne, où il travaille entre autres avec Victor Meyer, Richards rentre à Harvard où il est recruté comme assistant de chimie, puis instructeur, assistant professor et enfin professeur de chimie en 1901. En 1903, il est nommé directeur du département de chimie d'Harvard, et en 1912 il obtient la chaire de professeur de chimie Erving, et devient directeur du nouvellement créé Wolcott Gibbs Memorial Laboratory.
En 1896, Theodore Richards épouse Miriam Stuart Thayer. Le couple aura une fille, Grace Thayer (qui épousera James Bryant Conant), et deux fils qui se suicideront.
Richards meurt à Cambridge, dans le Massachusetts, le 2 avril 1928 à l'âge de 60 ans. Selon l'un de ses descendants, il souffrait de problèmes respiratoires chroniques et de dépression. Il était membre de la Société religieuse des Amis (quakers).

## Travaux scientifiques

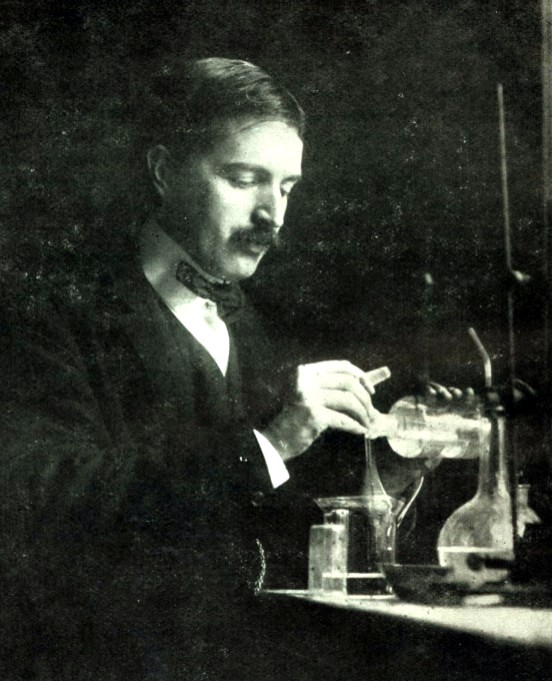
Theodore W. Richards

Environ la moitié des travaux scientifique de Richards concernent l'étude des masses atomiques, débutée en 1886 lors de ses études. Lorsqu'il rentre à Harvard en 1889, cette étude constitue son premier domaine de recherche, auquel il s'intéressera jusqu'à sa mort. Selon Forbes, en 1932 les masses atomiques de 55 éléments chimiques avaient été étudiées par Richards et ses étudiants. Parmi les sources potentielles d'erreurs mises au jour par Richards pour la détermination de ces masses figure la tendance de certains sels à emprisonner des molécules de gaz ou de solutés étrangers lors de leur précipitation . En exemple des soins apportés par Richards lors de ses travaux, Emsley rapporte qu'il a effectué 15 000 recristallisations d'un sel de bromate de thulium afin d'obtenir du thulium de grande pureté pour la détermination de sa masse atomique.
Richards a été le premier à montrer par analyse chimique qu'un même élément pouvait posséder différentes masses atomiques. On lui avait demandé d'analyser des échantillons de plomb natif et de plomb produit par désintégration d'éléments radioactifs. Ses mesures montrèrent que les masses atomiques étaient différentes pour les deux échantillons, ce qui appuyait le concept d'isotopes.
Bien que les déterminations de masses atomiques réalisées par Richards étaient très importantes pour son époque, elles ont été largement remplacées. Les laboratoires modernes utilisent ainsi notamment des spectromètres de masse pour déterminer à la fois les masses et abondances des isotopes. À partir de ces mesures, les masses atomiques moyennes peuvent être calculées, et comparées à celles mesurées par Richards. Les méthodes modernes sont plus rapides et sensibles que celles sur lesquelles Richards devait s'appuyer, mais pas nécessairement moins chères.
Parmi les autres travaux de Richards, on peut citer notamment des recherches sur la compressibilité des atomes, l'électrochimie des amalgames… Ses travaux sur les potentiels électrochimiques à basses températures figurent parmi les études qui ont conduit plus tard au théorème de Nernst (selon lequel la variation d'entropie lors d'une transformation chimique ou physique est nulle au zéro absolu) et à la troisième loi de la thermodynamique, ce qui conduit à des débats animés entre Nernst et Richards.
On doit également à Richards l'invention du calorimètre adiabatique et du néphélomètre, dérivé de ses travaux sur la masse atomique du strontium.

## Distinctions et récompenses
Il a reçu le prix Nobel de chimie en 1914 « en reconnaissance de ses mesures précises des masses atomiques d'un grand nombre d'éléments chimiques ». Il a également été lauréat de la Médaille Davy en 1910 et du Faraday Lectureship de la Royal society of chemistry en 1911 et de Willard Gibbs Award en 1912. Il fut lauréat de la Médaille Franklin en 1916 pour sa détermination de masses atomiques d'éléments chimiques. Il reçut également la Médaille Lavoisier et la Médaille Le Blanc en 1922, ainsi que la Médaille Theodore Richards Medal en 1932, à titre posthume. Il fut président la l'American Chemical Society en 1914, de l'American Association for the Advancement of Science et de l'American Academy of Arts and Sciences en 1919 et 1921.